# Rossana Chahla
Rossana Elena Chahla (San Miguel de Tucumán, 3 de abril de 1966) es una médica ginecóloga y política argentina. Actualmente es intendenta de San Miguel de Tucumán desde el 29 de octubre de 2023.
Como médica, se ha especializado en medicina reproductiva, colposcopia, tocoginecología y salud pública y es profesora titular de la cátedra de Ginecología de la UNT, fellow de la American College of Obstetricians and Gynecologists desde 2011 y miembro de la Sociedad Europea de Reproducción Humana y Embriología. Además, se desempeñó como presidenta de la Sociedad de Ginecología y Obstetricia de Tucumán durante el bienio 2000-2002 y como directora del Instituto de Maternidad y Ginecología «Nuestra Señora de las Mercedes» entre 2003 y 2015. También ha realizado trabajos de investigación.
Fue ministra de Salud Pública de la Provincia de Tucumán entre 2015 y 2021. Fue diputada nacional por Tucumán entre 2021 y 2023.

## Biografía

### Primeros años
Nació en San Miguel de Tucumán el 3 de abril de 1966 siendo su padre el empresario Elías Chahla, hijo de un inmigrante ortodoxo siriano originario de Homs y de familia libanesa maronita de Beirut por el lado materno. Su madre, Amelia Testa, tenía origen en la región italiana de Liguria. Completó sus estudios primarios y secundarios en el Colegio Nuestra Señora del Huerto de su ciudad natal. Se licenció y doctoró en medicina por la Universidad Nacional de Tucumán. Fue presidenta de la Sociedad de Ginecología y Obstetricia de Tucumán desde 2000 a 2002. 

### Ministerio de Salud Pública y diputación nacional
Tras asumir la gobernación de Tucumán en 2015, Juan Manzur la nombró ministra de Salud Pública provincial por valorar positivamente su dirección en el Instituto de Maternidad y Ginecología, que Chahla llevaba adelante desde noviembre de 2003. En 2016, publicó en coautoría un artículo titulado Vascular Function in Children with Low Birthweight and Its Relationship with Early Markers of Cardiovascular Risk en Hormone Research, que tuvo cierta repercusión académica. En 2017, tuvieron lugar inundaciones en Tucumán y un consecuente brote de dengue. Durante su gestión en el ministerio, tuvo lugar la discusión por la despenalización del aborto en Argentina; a la cual no apoyó, pero sí su debate público y serio, en línea con la postura del Ejecutivo provincial. La pandemia de COVID-19 y la epidemia de dengue de 2019-2020 también transcurrieron bajo su tiempo como ministra.
Encabezó la lista de candidatos a diputados nacionales del Frente de Todos por Tucumán en las elecciones legislativas de 2021, siendo secundada por Agustín Fernández. En las mismas, obtuvo el primer lugar con el 42,15% de los votos, triunfando en todos los departamentos de la provincia salvo Capital, Chicligasta y Yerba Buena. Las listas contricantes de Juntos por el Cambio y Fuerza Republicana obtuvieron por su parte el 39,94% y el 10,48% respectivamente de los votos en esas mismas elecciones.

### Intendencia de San Miguel de Tucumán
En las elecciones provinciales de 2023, fue la candidata del oficialismo provincial en la lista «Lealtad Peronista» por la intendencia de San Miguel de Tucumán, entonces ocupada por el opositor Germán Alfaro. Pese a ser uno de los tres distritos donde Chahla había perdido en las legislativas de 2021, le ganó a la candidata opositora Beatriz Ávila -senadora nacional y cónyuge del intendente Alfaro- por 6205 votos, según oficializó el recuento definitivo. Así, se convirtió en la primera intendente de género femenino del distrito. En esas elecciones también reeligió el oficialismo provincial, con Osvaldo Jaldo como candidato a la gobernación. La banca que ocupaba en el Congreso, con mandato hasta 2025, fue ocupada por Elia Fernández de Mansilla, ex-intendenta del municipio de Aguilares.
En diciembre de 2023 dejó sin efecto la incorporación de 2500 personas realizada por el intendente Alfaro al municipio semanas antes, que se sumaban a los 4300 preexistentes aumentando la planta permanente en un 58%; cuando el presupuesto enviado sólo contemplaba a la planta anterior. Chahla señaló casos de nepotismo en al menos 41 de las designaciones y amenazas tras la medida, que radicó en la justicia penal. Además, habló de «violencia instigada por la oposición» y «mensura en el gasto». Las medidas de Chahla se dieron al simultáneo de una reducción en el presupuesto del ejecutivo provincial en un 16% para el año 2024 y la austeridad que se preveía por el triunfo de Javier Milei en las elecciones presidenciales de 2023.

## Vida personal
Se encuentra casada con Marcelo San Pedro, que se dedica a la venta mayorista de equipamiento científico, y tiene tres hijos. Tiene una hermana llamada María Emilia Chahla, con la que suele ser mencionada en la prensa en relación con un pleito judicial de filiación en curso iniciado en 1999 por Ángel Eduardo Páez, quien afirma compartir a su padre biológico, empresario dedicado al comercio y a las bienes raíces fallecido en 2010, con ambas. No se opone al matrimonio igualitario. Es católica de rito romano.

## Trabajos académicos
- Análisis por series temporales de la incidencia de varicela y el impacto de la implementación de la vacuna en Tucumán. Chahla, Rossana y otros (Ministerio de Salud de la Nación, 2020-08)
- Caracterización de los accidentes de tránsito en un hospital público de San Miguel de Tucumán y su relación con una campaña de prevención, período 2017 - 2018. Chahla, Rossana y otros (Gobierno de la Provincia de Tucumán. Ministerio de Salud Pública, 2019-10)
- Changes in vascular function and autonomic balance during the first trimester of pregnancy and its relationship with the new-born weight Chahla, Rossana y otros (Informa Healthcare, 2021-08)
- Convalescent Plasma Therapy in SARS-COV-2 Infection, Experience in Tucumán Argentina: An Observational Study. Chahla, Rossana y otros (Frontiers in Mecial Case Reports, 2021-06)
- Evento Epidemiological surveilllance of Sars-Cov-2 ocurrence in wastewater from Gran San Miguel de Tucumán, Argentina. Chahla, Rossana y otros (Fundación Revista Medicina, 2021)
- Evaluación de variables cardiovasculares en una población calchaquí de media y alta montaña de Tucumán. Chahla, Rossana y otros (Sociedad Argentina de Cardiología, 2021-04)
- Hipertensión arterial como factor de riesgo mayor en la prevalencia de accidente cerebrovascular e infarto agudo de miocardio en la provincia de Tucumán. Chahla, Rossana y otros (Provincia de Tucumán. Ministerio de Salud Pública, 2017-08)
- Marcadores tempranos hemodinámicos y bioquímicos para riesgo metabólico en niños con antecedentes de retardo de crecimiento intrauterino. Chahla, Rossana y otros (Ministerio de Salud Pública de Tucumán, 2020-04)
- Capítulo El ovocito desde la ovogénesis hasta la ovulación en Tratado de reproducción humana: Fisiopatología, fertilización asistida, reprogenética y aplicaciones clínicas. Chahla, Rossana y otros (Ascune, 2020)
- Vascular Function in Children with Low Birthweight and Its Relationship with Early Markers of Cardiovascular Risk. Chahla, Rossana y otros (Karger, 2016-07)[16]